# Сясьское городище
Сясьское городище — городище IX—X веков в деревне Городище Тихвинского района Ленинградской области. Расположено на правом берегу реки Сясь к северу от впадения в неё реки Валя.
Городище, ныне в значительной степени уничтоженное карьером, располагалось на крутом мысу. С напольной стороны его защищал вал, с других — обрыв к реке и глубокий овраг. В 1930 году на памятнике проводил раскопки В. И. Равдоникас, который предполагал, что по реке Сясь проходило одно из ответвлений Волжского торгового пути. Были найдены лепная керамика и обломки украшений. К северу от городка расположена группа сопок, аналогичных волховским сопкам VIII—X веков. К югу и юго-востоку от городка, в 0,5–1 км, находятся две группы сравнительно небольших курганов.
Судя по археологическим данным, укреплённое поселение возникло в IX веке и просуществовало до 930-х годов как центр юго-восточного Приладожья. Причиной затухания жизни на городище стал крупный пожар. Название города до нас не дошло, однако Т. Н. Джаксон и Д. А. Мачинский выдвинули обоснованную гипотезу, что речь идёт об Алаборге, упомянутом в скандинавских сагах о Гардарики. Предполагается связь этого названия с гидронимом Валя.